# إيفانا أبراموفيتش
إيفانا أبراموفيتش مواليد 3 سبتمبر 1983 في زغرب، جمهورية كرواتيا الاشتراكية، جمهورية يوغوسلافيا الاشتراكية الاتحادية، هي لاعبة كرة مضرب كرواتية سابقة بدأت مسيرتها كمحترفة سنة 1999 وكانت تلعب باليد اليمنى، اعتزلت اللعب في 2010. أعلى تصنيف لها في الفردي كان المركز الـ 143 في سنة 2004. أعلى تصنيف لها في الزوجي كان المركز الـ 141 في سنة 2007.

## روابط خارجية
- إيفانا أبراموفيتش على موقع رابطة محترفات التنس (الإنجليزية)
- إيفانا أبراموفيتش على موقع الاتحاد الدولي لكرة المضرب (الإنجليزية)
- إيفانا أبراموفيتش على موقع كأس بيلي جين كينغ (الإنجليزية)
- إيفانا أبراموفيتش على موقع خلاصة التنس.كوم (الإنجليزية)